# Basiliek van Sint-Martinus (Bingen)

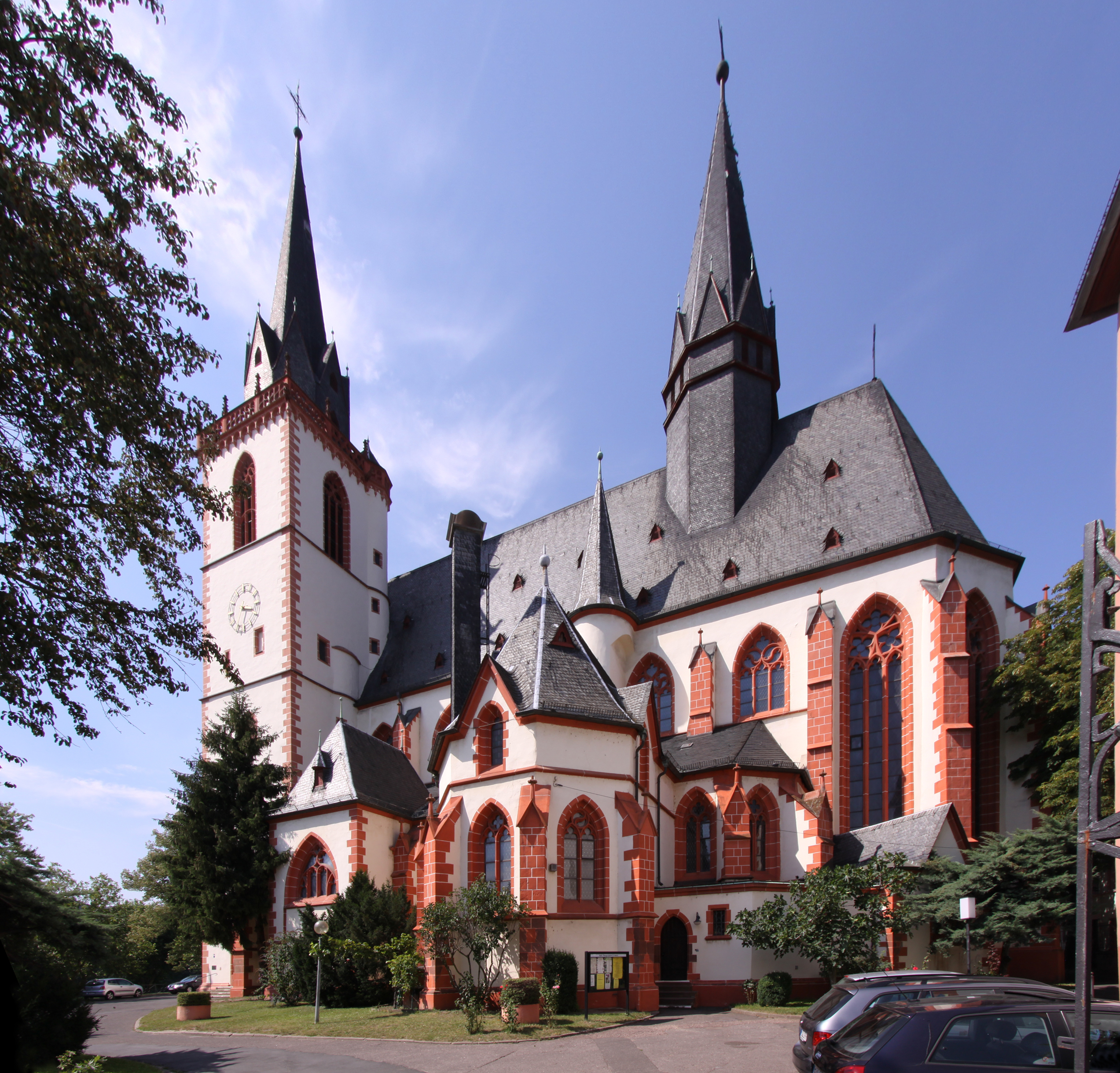
Basiliek van Sint-Martinus in Bingen gezien vanuit de zuidzijde

De Basiliek van Sint-Martinus staat in Bingen in het boven gedeelte van het Middenrijndal in de Duitse deelstaat Rijnland-Palts aan de oever van de rivier de Nahe.